# Вокер (Минесота)
Вокер (енгл. Walker) град је у америчкој савезној држави Минесота.

## Демографија
По попису из 2010. године број становника је 941, што је 128 (-12,0%) становника мање него 2000. године.
| Група             | 2000.       | 2010.       |
| Белци             | 944 (88,3%) | 822 (87,4%) |
| Афроамериканци    | 1 (0,1%)    | 0 (0,0%)    |
| Азијати           | 3 (0,3%)    | 10 (1,1%)   |
| Хиспаноамериканци | 11 (1,0%)   | 12 (1,3%)   |
| Укупно            | 1.069       | 941         |